# Marco Silvestri
Marco Silvestri (ur. 2 marca 1991 w Castelnovo ne’ Monti) – włoski piłkarz występujący na pozycji bramkarza we włoskim klubie Udinese. Wychowanek Modeny, w trakcie swojej kariery grał także w takich zespołach, jak Chievo, Reggiana, Padova, Cagliari, Leeds United oraz Hellas Verona. Młodzieżowy reprezentant Włoch.